# SuperKEKB
Il SuperKEKB è un collisore di particelle situato presso il centro di ricerca KEK di Tsukuba, nella prefettura di Ibaraki, in Giappone.  La macchina nasce come ammodernamento dell'acceleratore KEKB e fornisce una luminosità circa 40 volte superiore a quest'ultimo.

## Caratteristiche
SuperKEKB un collisore a doppio anello asimmetrico di elettroni e positroni, in cui gli elettroni hanno un'energia di 7 GeV e i positroni di 4 GeV, fornendo un'energia nel centro di massa di 10,58 GeV, pari alla massa della particella Υ (4S), rendendolo una fabbrica B di seconda generazione per l'esperimento Belle II .
Il progetto di SuperKEKB riutilizza molti componenti di KEKB. Così come il predecessore KEKB, anche SuperKEKB è costituito da due anelli di accumulazione: uno per il fascio di elettroni ad alta energia (l'Anello ad Alta Energia, HER) e uno per il fascio di positroni a bassa energia (l'Anello a Bassa Energia, LER).
L'acceleratore effettuerà anche brevi corse ad energie di altre risonanze Υ, per ottenere campioni di altri mesoni e barioni B. L'asimmetria nell'energia del fascio fornisce una spinta relativistica di Lorentz alle particelle del mesone B prodotte nella collisione. La direzione del raggio ad alta energia determina la direzione "in avanti" e ciò influenza la progettazione di gran parte del rilevatore Belle II.
L'acceleratore ha una circonferenza di 3016 m con quattro sezioni rettilinee e sale sperimentali al centro di ciascuna, denominate "Tsukuba", "Oho", "Fuji" e "Nikko". L'esperimento Belle II si trova nell'unico punto di interazione nella Sala Tsukuba.

### Luminosità
La luminosità target per SuperKEKB è 6,5×10 35 cm −2 s −1, questo è 30 volte più grande della luminosità di KEKB. Il miglioramento è dovuto principalmente al cosiddetto schema "nano-beam", originariamente proposto per l'esperimento cancellato  SuperB . Nello schema dei nano-fasci di SuperKEKB, i fasci vengono schiacciati nella direzione verticale e l'angolo di incrocio viene aumentato, riducendo così l'area trasversa di collisione. La luminosità viene ulteriormente aumentata di un fattore due, grazie ad una corrente di fascio maggiore rispetto a KEKB. Il fuoco e l'angolo di collisione sono gestiti tramite due nuovi quadrupoli magnetici superconduttori presso il punto di interazione installati nel febbraio 2017.
Il 15 giugno 2020, SuperKEKB ha stabilito un nuovo record mondiale per la massima luminosità istantanea per un acceleratore a fascio in collisione: 2,22×10 34 cm −2 s −1 . (Il 21 giugno 2020, SuperKEKB ha battuto il proprio record e ha raggiunto una luminosità istantanea di 2,40×10 34 cm −2 s −1 .) Il precedente record mondiale di 2,14×10 34 cm −2 s −1 era detenuto da LHC nel 2018.